# Нюх

Система органів нюху людини. 1: Нюхова цибулина 2: Мітральні клітини 3: Кістка 4: Назальний епітелій 5: Нюховий клубочок 6: Нюхові рецептори

Нюх — відчуття запаху. Орган нюху — це контактний аналізатор, що сприяє пізнанню навколишнього середовища, впливає на працездатність, дає можливість одержувати естетичну насолоду. Орган нюху складається з:
- нюхової ділянки;
- провідних шляхів органа нюху. Хеморецептори — клітини, що здатні сприймати хімічні подразники зовнішнього й внутрішнього середовища. Вони розміщені у слизовій оболонці верхньої частини носової порожнини і здатні сприймати молекули різних пахучих хімічних речовин. Ці молекули, розчиняючись у слизу, який виділяє слизова оболонка носової порожнини, контактують із війками нюхових рецепторів і подразнюють їх. У результаті подразнення виникають нервові імпульси, які через нюховий нерв прямують спочатку до підкіркових центрів головного мозку (проміжний мозок), від яких передаються у нюховий центр кори кінцевого мозку, де й формується відчуття запаху.
- Цікаві факти :  Кожна людина сприймає запахи індивідуально.  Особа здатна розрізняти понад 3000 запахів завдяки рецепторам, які посилають сигнали в мозок і пов’язують сприйняття запаху з пам’яттю. Цікаві факти про нюх:
  1. У нашій носовій порожнині знаходиться близько 200 мільйонів нюхових клітин, які забезпечені детекторами запахів. Нервові закінчення вловлюють запах і передають його у вигляді електричних імпульсів у мозок.
  2. Також є зв'язок між смаком і запахом, коли людина не відчуває запахів через хворобу, не відчуває і смаку їжі. Вчені відкрили ще один зв'язок — зв'язок запаху і болю. Вони виявили, що люди, які не відчувають болю, не розрізняють запахи. Це може бути пов'язано з тим, що за нюх і біль в головному мозку відповідає один і той же канал.
  3. Нюх пов'язаний з відділами мозку, що відповідають за формування спогадів і віднесення емоцій до певних подій.
  4. Існують деякі речовини, які людина не може відчути за допомогою нюху. Так, до запаху природного газу людський ніс несприйнятливий, тому в побутовий природний газ додають сполуки, які надають йому особливий запах.
  5. Серед найулюбленіших запахів людства — запах свіжого хліба, кави і свіжоскошеної трави. Тому в магазинах використовують запах випічки і кави як приманку для покупців, тому що ці запахи викликають у людей апетит і бажання купувати.
  6. Жителі сучасних міст стають несприйнятливими до 70 % міських запахів. А жителі далеких від цивілізації поселень здатні вловити в дикій природі запах людини, який проходив в певному місці кілька годин тому.
  7. Вчені припускають, що запах страху також можна відчути. Наприклад, якщо одна людина в натовпі охоплена панікою, але при цьому не може передати свої емоції, його запах передасться всьому оточенню. Цей запах буде невловним, але буде діяти на підсвідомому рівні.
  8. Під хвостом у собаки знаходиться спеціальна залоза, що відповідає за індивідуальний запах. При переляку собаки підтискають хвіст, щоб не видати себе. У багатьох тварин є улюблені запахи. У собак це запах анісу, у кішки — валеріани і м'яти, а леви люблять гарні парфуми. Верблюда приваблює запах тютюнового диму.
  9. Якщо кнур готовий до того, щоб стати батьком, у його слині з'являються ароматичні речовини, що вловлюються самкою.
  10. Самці жаб дають понюхати самці свою задню ніжку, бо це дуже збуджує самку і стимулює відкладання ікри.
  11. Деякі тварини можуть імітувати запах протилежної статі. Змії-самці у період спарювання випускають запахи самки. І в той час, як їхні конкуренти відповзають по помилковому сліду, вони спокійно направляються до своєї обраниці.
  12. Метелики сатурнії — їх самці чують самок на відстані до 11 кілометрів при тому, що на такій відстані у кубічному метрі повітря може знаходитися всього одна молекула пахучої речовини, що виробляється самкою.
  13. Лисиця виділяє статеві атрактанти, які є приємними людині, оскільки нагадують запах фіалки.
  14. У Швеції для запобігання зіткнень між автомобілями та лосями застосовується вовча сеча, якою мітять узбіччя доріг.
  15. Мурашки спілкуються за допомогою запахів.

## Див.також
- Хеморецепція
- Запах
- Нюховий аналізатор